# Bridgeport (Wisconsin)
Pour les articles homonymes, voir Bridgeport.
Bridgeport (prononcer /ˈbrɪʤˌpɔːt/) est une ville du comté de Crawford dans l'État du Wisconsin aux États-Unis. Elle comptait 946 habitants en 2000, elle jouxte la localité de Prairie du Chien. La communauté non incorporée de Bridgeport est située dans la ville.

## Géographie
Selon le Bureau du recensement des États-Unis, la ville a une superficie totale de 60,4 km2, dont 52,7 km2 de terres et 7,7 km2 d'eau.

## Démographie
D'après le recensement de 2000, il y avait 946 habitants, 346 ménages et 265 familles dans la ville. La densité de population était de 18,7 personnes par kilomètre carré. La composition de la population se composait de 98,31% de Blancs, 0,11% d'Afro-Américains, 0,42% d'Amérindiens, 0,21% d'Asiatiques, 0,95% d'autres origines et 0,21% d'hispanique ou Latino.
Il y avait 346 ménages, dont 38,2% avaient des enfants de moins de 18 ans, 69,4% étaient des couples mariés, 5,5% avaient une femme qui était à la tête de la famille, 23,4% étaient des ménages non-familiaux, 19,1% des ménages étaient constitués de personnes seules et 6,9% de personnes seules de 65 ans ou plus. Le ménage moyen comportait 2,71 personnes et la famille moyenne en comptait 3,12.
Dans la ville, la pyramide des âges se compose de 29,8% de moins de 18 ans, 5,4% de 18 à 24 ans, 28,4% de 25 à 44 ans, 25,5% de 45 à 64 ans et 10,9% ayant 65 ans ou plus. L'âge médian était de 37 ans. Pour 100 femmes, il y avait 102,6 hommes. Pour 100 femmes de 18 ans ou plus, il y avait 97,6 hommes.
Le revenu médian par ménage de la ville était 45 313 dollars américains, et le revenu médian par famille était de 51 250 dollars américains. Les hommes avaient un revenu médian de 33 438 dollars américains contre 20 909 pour les femmes. Le revenu par habitant de la ville était de 21 854 dollars américains. Environ 1,6% des familles et 3,1% de la population étaient en dessous du seuil de pauvreté, dont 2,1% des moins de 18 ans et 16,1% des plus de 65 ans.

## Histoire
Le pont de Bridgeport était un pont exceptionnellement long dans la ville qui a été documenté par le Historic American Engineering Record. Il a mené la U.S. Highway 18 à travers la rivière Wisconsin en neuf travées sur le chenal principal et une travée supplémentaire sur un marécage et une île. En 1983, c'était l'un des cinq derniers ponts Pennsylvania Truss dans le Wisconsin, mais ils furent tous, à l'exception d'un, démolis en 1993.

## Sources
- (en) Cet article est partiellement ou en totalité issu de l’article de Wikipédia en anglais intitulé « Bridgeport, Wisconsin » (voir la liste des auteurs).
- Town of Bridgeport sur wisconsinhistory.org